# Музей авиации (Пловдив)
Музей авиации (болг. Музей на авиацията) — государственный музей, посвященный истории авиации и космонавтики, который находится на окраине города Пловдив, недалеко от международного аэропорта "Пловдив" и 24-й авиабазы ВВС Болгарии.

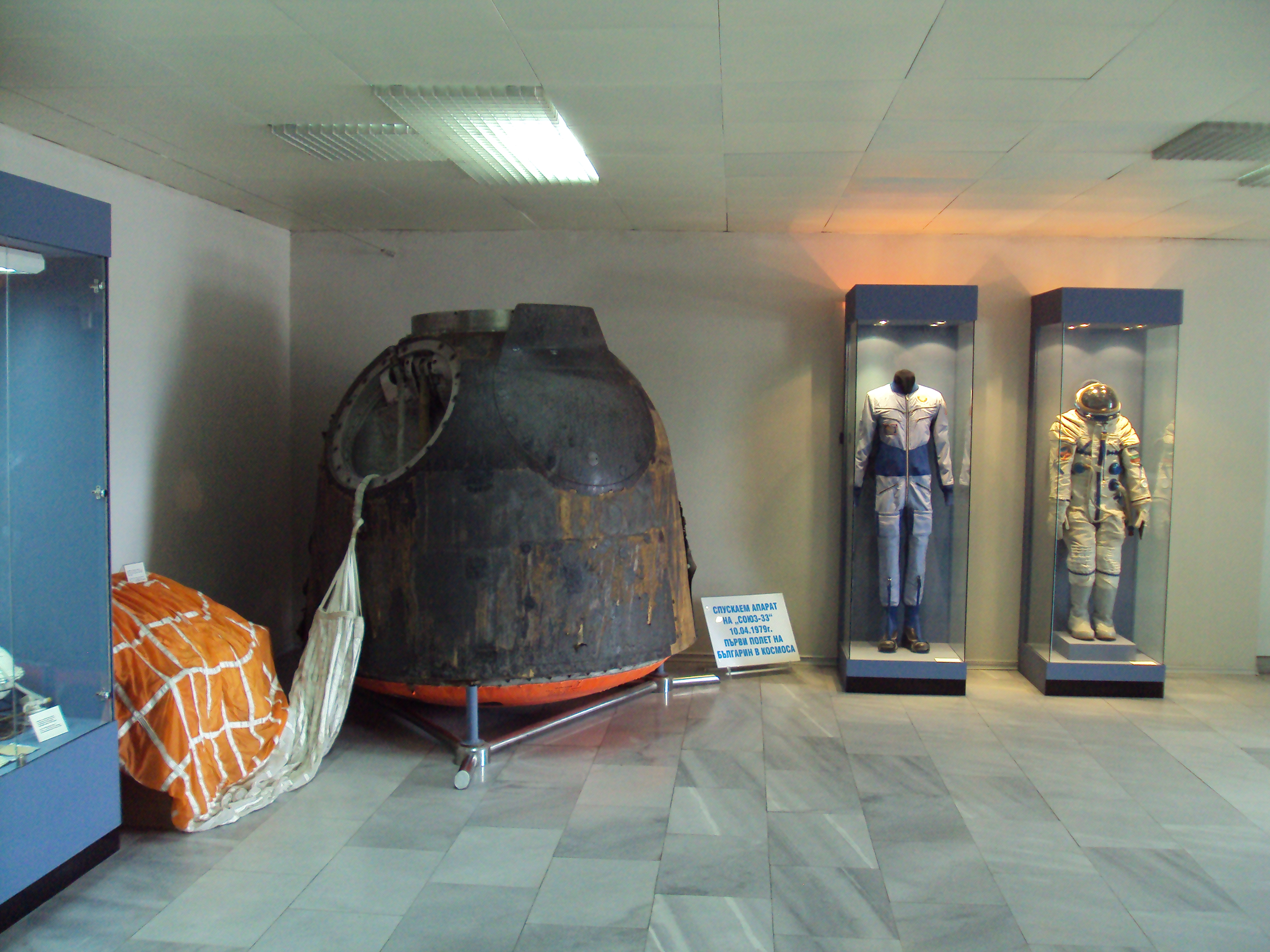
"Союз-33", космический скафандр и комбинезон болгарского космонавта Г. Иванова в экспозиции музея

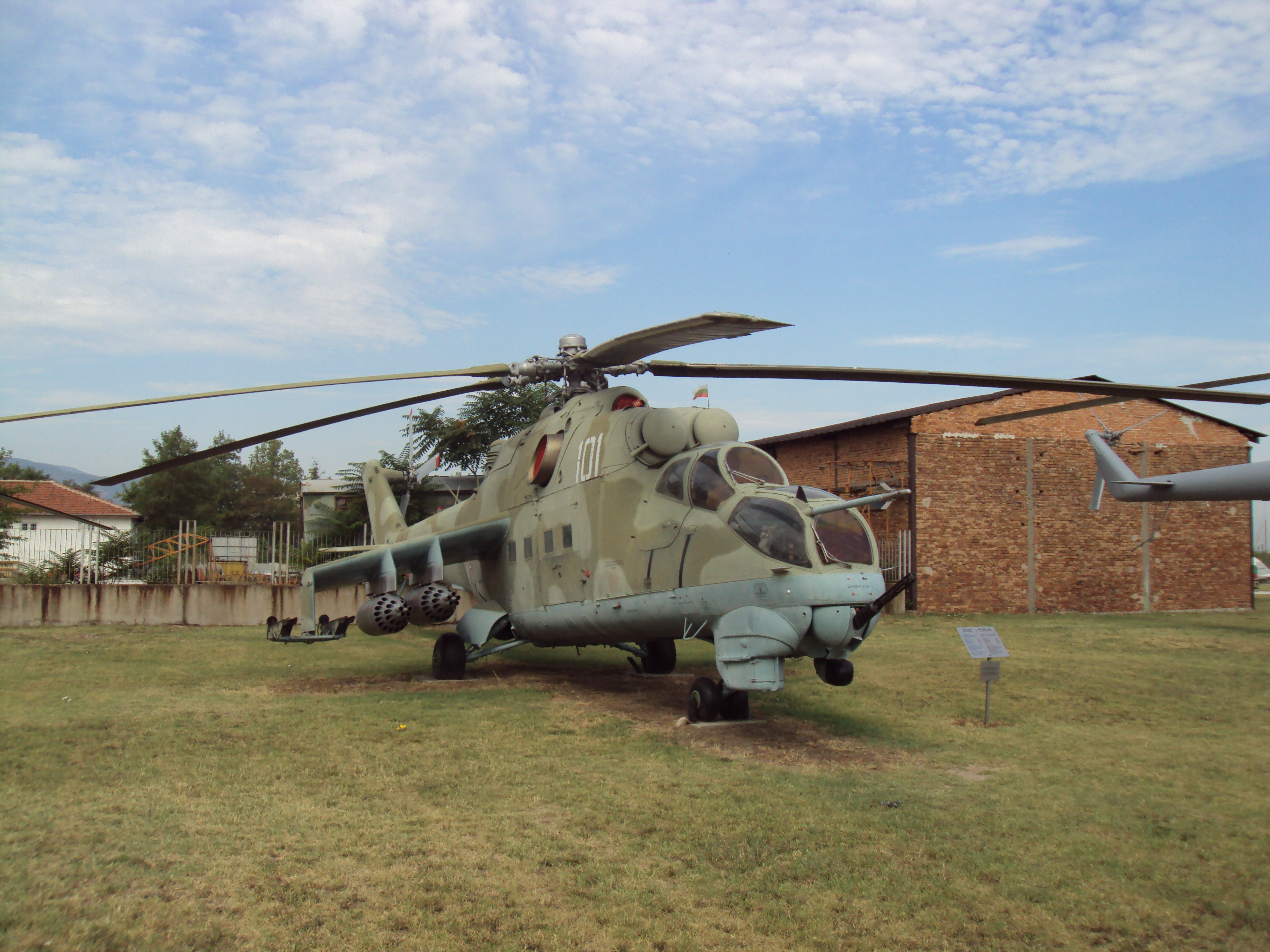
боевой вертолёт Ми-24

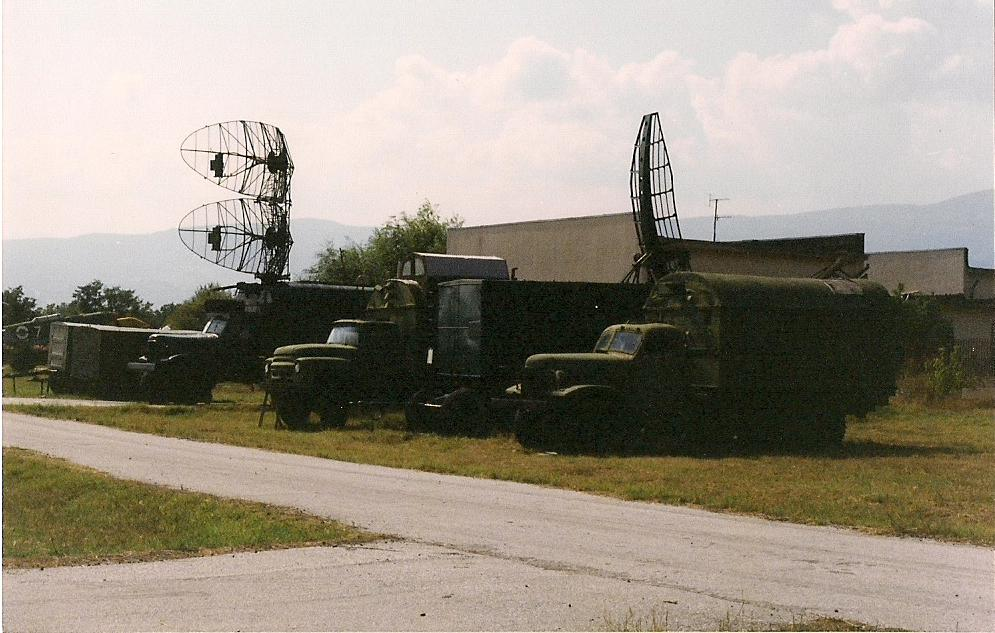
техника ПВО

## История
Первая попытка создания музея военной авиации была предпринята после окончания Первой мировой войны, когда в соответствии с подписанным 29 сентября 1918 года в городе Салоники соглашением о перемирии началось расформирование военно-воздушных сил Болгарского царства. Военно-политическое руководство Болгарии предприняло попытку сохранить некоторое количество аэропланов и военного имущества ВВС в качестве музейных экспонатов, однако в соответствии с подписанным 27 ноября 1919 года Нейиским мирным договором вся авиатехника и авиационное вооружение ВВС Болгарии были уничтожены под контролем сил Антанты.
В 1972 году командующий ПВО страны генерал-полковник Симеон Симеонов и генерал-полковник Захари Захариев выступили с предложением о создании музея истории авиации.
В 1981 году в Пловдиве началось создание музейного комплекса болгарской военной авиации и космонавтики.
В связи с прекращением в 1989 году болгарской космической программы музей был переименован и 21 сентября 1991 года - официально открыт для посетителей как филиал Национального военно-исторического музея.
С 29 марта 1994 года является самостоятельным музеем.
В связи с сокращением численности вооружённых сил и ВВС Болгарии в 1990е - 2000е годы в фонды музея передали дополнительное количество снятой с вооружения авиатехники, техники войск ПВО, военного имущества и иных экспонатов.

## Современное состояние
Музей включает в себя площадку хранения военной техники (59 летательных аппаратов), два ремонтно-восстановительных ангара, архивное хранилище.